# 想い出のカフェテラス
「想い出のカフェテラス」（おもいでのカフェテラス）は、1974年12月21日に発売された浅田美代子の8枚目のシングル。

## 解説
- オリコン最高40位と、セールス的に伸び悩んだ作品となった。

## 収録曲
- 両楽曲共に、作詞：林春生／作曲：三木たかし／編曲：田辺信一

1. 想い出のカフェテラス（3分40秒）
2. ひとりぼっちの誕生日（3分10秒）

## 収録アルバム
- GOLDEN☆BEST 浅田美代子